# Límit d'explosió
Els límits d'explosió indiquen les concentracions de les mescles entre un producte i l'aire formant una atmosfera explosiva o AtEx. Mescles molt pobres en aire no són explosives, com tampoc ho són les mescles amb poca quantitat de combustible. És a dir, hi ha un límit inferior d'explosivitat, o LIE, i un límit superior d'explosivitat o LSE.
Els límits d'explosió es poden referir a productes químics purs o a mescles, i poden aparèixer AtEx generades per gasos o per pols.